# ATP Genf
Das ATP-Turnier von Genf (offiziell Gonet Geneva Open) ist ein Herrentennisturnier, das in Genf, in der Schweiz, im Freien auf Sandplätzen ausgetragen wird. Es findet unmittelbar vor den French Open statt, weshalb es sich als Vorbereitungsturnier eignet.

## Geschichte
Zunächst wurde das Turnier von 1980 bis 1991 ausgetragen. Es war zunächst Teil des Grand Prix Tennis Circuit, bevor es 1990 in die neu gegründete ATP Tour aufging, wo sie im Rahmen der ATP Series, der Vorgängerserie der ATP Tour 250 stattfand. In der Saison 1992 wurden die Geneva Open durch das Turnier in Köln abgelöst.
Nach 24 Jahren kehrte es 2015 als Nachfolger des Turniers von Düsseldorf wieder in den Turnierplan der ATP Tour zurück. Rainer Schüttler und Ion Țiriac organisierten dabei maßgeblich den Umzug der Lizenz von Düsseldorf nach Genf. 2017 wurde das Turnier von der ATP als «Most Improved European Tournament of the Year» ausgezeichnet.

## Siegerliste
Im Einzel konnten nur Mats Wilander,  Stan Wawrinka und Casper Ruud das Turnier mehr als einmal gewinnen, Ruud ist mit drei Titeln Rekordsieger; im Doppel ist Mate Pavić mit vier Siegen Rekordtitelträger, er gewann den Wettbewerb mit unterschiedlichen Partnern.

### Einzel
| Jahr                         | Sieger            | Finalgegner            | Finalergebnis   |
| ---------------------------- | ----------------- | ---------------------- | --------------- |
| 2025                         | Novak Đoković     | Hubert Hurkacz         | 5:7, 7:62, 7:62 |
| 2024                         | Casper Ruud (3)   | Tomáš Macháč           | 7:5, 6:3        |
| 2023                         | Nicolás Jarry     | Grigor Dimitrow        | 7:61, 6:1       |
| 2022                         | Casper Ruud (2)   | João Sousa             | 7:63, 4:6, 7:61 |
| 2021                         | Casper Ruud (1)   | Denis Shapovalov       | 7:66, 6:4       |
| 2020                         | abgesagt          | abgesagt               | abgesagt        |
| 2019                         | Alexander Zverev  | Nicolás Jarry          | 6:3, 3:6, 7:68  |
| 2018                         | Márton Fucsovics  | Peter Gojowczyk        | 6:2, 6:2        |
| 2017                         | Stan Wawrinka (2) | Mischa Zverev          | 4:6, 6:3, 6:3   |
| 2016                         | Stan Wawrinka (1) | Marin Čilić            | 6:4, 7:611      |
| 2015                         | Thomaz Bellucci   | João Sousa             | 7:64, 6:4       |
| 1992–2014: nicht ausgetragen |                   |                        |                 |
| 1991                         | Thomas Muster     | Horst Skoff            | 6:2, 6:4        |
| 1990                         | Horst Skoff       | Sergi Bruguera         | 7:68, 7:64      |
| 1989                         | Marc Rosset       | Guillermo Pérez Roldán | 6:4, 7:5        |
| 1988                         | Marián Vajda      | Kent Carlsson          | 6:4, 6:4        |
| 1987                         | Claudio Mezzadri  | Tomáš Šmíd             | 6:4, 7:5        |
| 1986                         | Henri Leconte     | Thierry Tulasne        | 7:5, 6:3        |
| 1985                         | Tomáš Šmíd        | Mats Wilander          | 6:4, 6:4        |
| 1984                         | Aaron Krickstein  | Henrik Sundström       | 6:7, 6:1, 6:4   |
| 1983                         | Mats Wilander (2) | Henrik Sundström       | 3:6, 6:1, 6:3   |
| 1982                         | Mats Wilander (1) | Tomáš Šmíd             | 7:5, 4:6, 6:4   |
| 1981                         | Björn Borg        | Tomáš Šmíd             | 6:4, 6:3        |
| 1980                         | Balázs Taróczy    | Adriano Panatta        | 6:3, 6:2        |

### Doppel
| Jahr                         | Sieger                               | Finalgegner                            | Finalergebnis     |
| ---------------------------- | ------------------------------------ | -------------------------------------- | ----------------- |
| 2025                         | Sadio Doumbia Fabien Reboul          | Ariel Behar Joran Vliegen              | 6:74, 6:4, [11:9] |
| 2024                         | Marcelo Arévalo Mate Pavić (4)       | Lloyd Glasspool Jean-Julien Rojer      | 7:62, 7:5         |
| 2023                         | Jamie Murray Michael Venus (2)       | Marcel Granollers Horacio Zeballos     | 7:66, 7:63        |
| 2022                         | Nikola Mektić Mate Pavić (3)         | Pablo Andújar Matwé Middelkoop         | 2:6, 6:2, [10:3]  |
| 2021                         | John Peers Michael Venus (1)         | Simone Bolelli Máximo González         | 6:2, 7:5          |
| 2020                         | abgesagt                             | abgesagt                               | abgesagt          |
| 2019                         | Oliver Marach (2) Mate Pavić (2)     | Matthew Ebden Robert Lindstedt         | 6:4, 6:4          |
| 2018                         | Oliver Marach (1) Mate Pavić (1)     | Ivan Dodig Rajeev Ram                  | 3:6, 7:63, [11:9] |
| 2017                         | Jean-Julien Rojer Horia Tecău        | Juan Sebastián Cabal Robert Farah      | 2:6, 7:69, [10:6] |
| 2016                         | Steve Johnson Sam Querrey            | Raven Klaasen Rajeev Ram               | 6:4, 6:1          |
| 2015                         | Juan Sebastián Cabal Robert Farah    | Raven Klaasen Lu Yen-hsun              | 7:5, 4:6, [10:7]  |
| 1992–2014: nicht ausgetragen |                                      |                                        |                   |
| 1991                         | Sergi Bruguera Marc Rosset           | Per Henricsson Ola Jonsson             | 3:6, 6:3, 6:2     |
| 1990                         | Pablo Albano David Engel             | Neil Borwick David Lewis               | 6:3, 7:6          |
| 1989                         | Andrés Gómez Alberto Mancini         | Mansour Bahrami Guillermo Pérez Roldán | 6:3, 7:5          |
| 1988                         | Mansour Bahrami Tomáš Šmíd (2)       | Gustavo Luza Guillermo Pérez Roldán    | 6:4, 6:3          |
| 1987                         | Ricardo Acioly Luiz Mattar           | Mansour Bahrami Diego Pérez            | 3:6, 6:4, 6:2     |
| 1986                         | Andreas Maurer Jörgen Windahl        | Gustavo Luza Gustavo Tiberti           | 6:4, 3:6, 6:4     |
| 1985                         | Sergio Casal Emilio Sánchez          | Carlos Kirmayr Cássio Motta            | 6:4, 4:6, 7:5     |
| 1984                         | Michael Mortensen Mats Wilander      | Libor Pimek Tomáš Šmíd                 | 6:1, 3:6, 7:5     |
| 1983                         | Stanislav Birner Blaine Willenborg   | Joakim Nyström Mats Wilander           | 6:1, 2:6, 6:3     |
| 1982                         | Pavel Složil Tomáš Šmíd (1)          | Carl Limberger Mike Myburg             | 6:4, 6:0          |
| 1981                         | Heinz Günthardt Balázs Taróczy (2)   | Pavel Složil Tomáš Šmíd                | 6:4, 3:6, 6:2     |
| 1980                         | Željko Franulović Balázs Taróczy (1) | Heinz Günthardt Markus Günthardt       | 6:4, 4:6, 6:4     |